# Marco D'Altrui
Marco D'Altrui (Napoli, 25 aprile 1964) è un pallanuotista italiano, vincitore di una medaglia d'oro ai giochi olimpici di Barcellona 1992.
È il figlio di Giuseppe, a sua volta ex pallanuotista di alto livello.

## Carriera
Iniziò a giocare a pallanuoto tra Salerno e la Liguria, seguendo il padre nelle sue esperienze da allenatore. Dal 1981 al 1999 giocò in Serie A, prima alla Pro Recco e poi al Pescara. In massima serie collezionò 711 presenze e vinse due Coppe Campioni, tre Coppe delle Coppe, una Coppa LEN, due Supercoppe Europee, cinque scudetti e cinque Coppe Italia. Da difensore e capitano della Nazionale Italiana vinse l’oro alle Olimpiadi di Barcellona 1992 battendo la Spagna padrona di casa. Oltre all'oro olimpico vanta anche due medaglie mondiali (un oro ai Mondiali di Roma 1994 un argento a Madrid 1986), tre medaglie europee (un oro a Sheffield 1993 e due bronzi, a Strasburgo 1987 ed a Bonn 1999), una Coppa del Mondo (competizione in cui ha ottenuto anche un argento ed un bronzo) conquistata ad Atene nel 1993 e due ori ed un bronzi ai Giochi del Mediterraneo. È uno dei pochi pallanuotisti ad aver realizzato il grande slam, vincendo tutto quello che si poteva vincere. Il 14 dicembre 2009 la International Swimming Hall of Fame lo ha inserito, insieme al padre, nella Hall of Fame della pallanuoto. Dopo aver allenato le formazioni giovanili del Pescara, attualmente è allenatore del Club Acquatico Pescara.